# Triticum aestivum
El trigo harinero, trigo del pan o trigo blando (Triticum aestivum o T. vulgare, donde aestivum significa veraniego), un cereal del género Triticum, es la especie de trigo más extensamente cultivada en el mundo (90-95 % del total de la producción). Es una planta alohexaploide, debido a su conformación de 42 cromosomas repartidos en 6 juegos desde tres diferentes especies (Triticum spelta, Aegilops cylindrica,  de 7 cromosomas cada uno). La planta posee tres genomas idénticos, los cuales poseen información genética repetida, lo cual le confiere a la especie en sí gran adaptabilidad a los diferentes ambientes. Cerca del 95 % del trigo producido mundialmente es de esta especie;

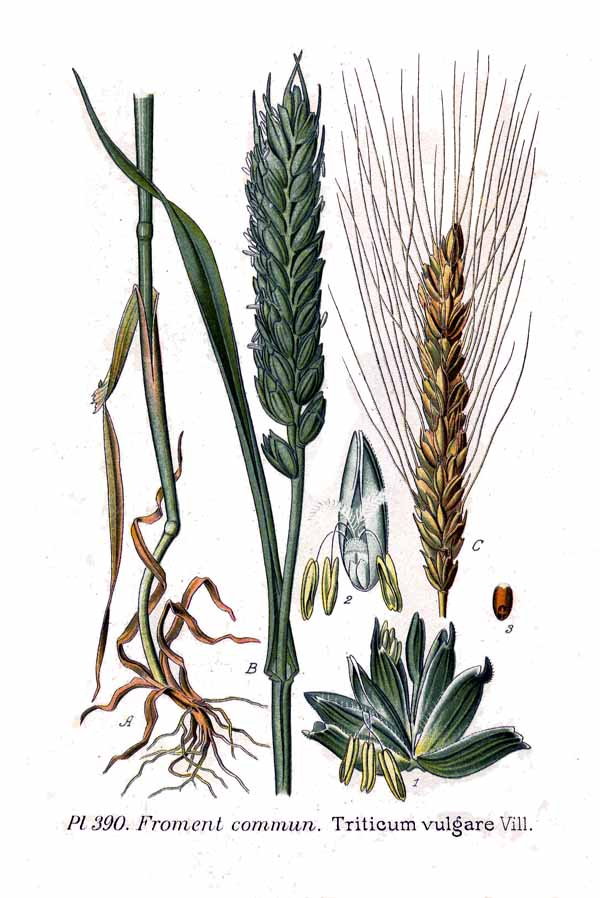
Ilustración

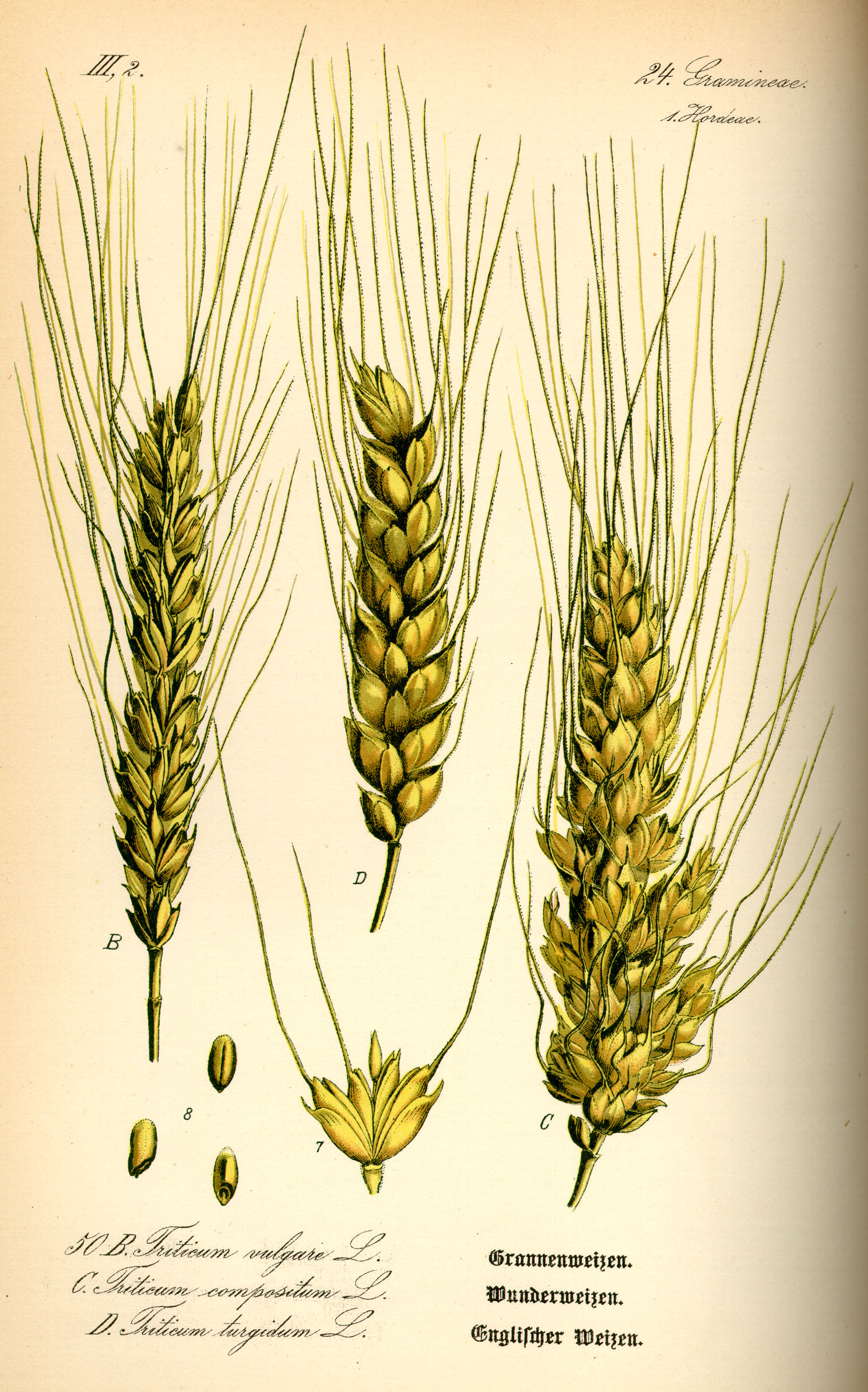
Espigas

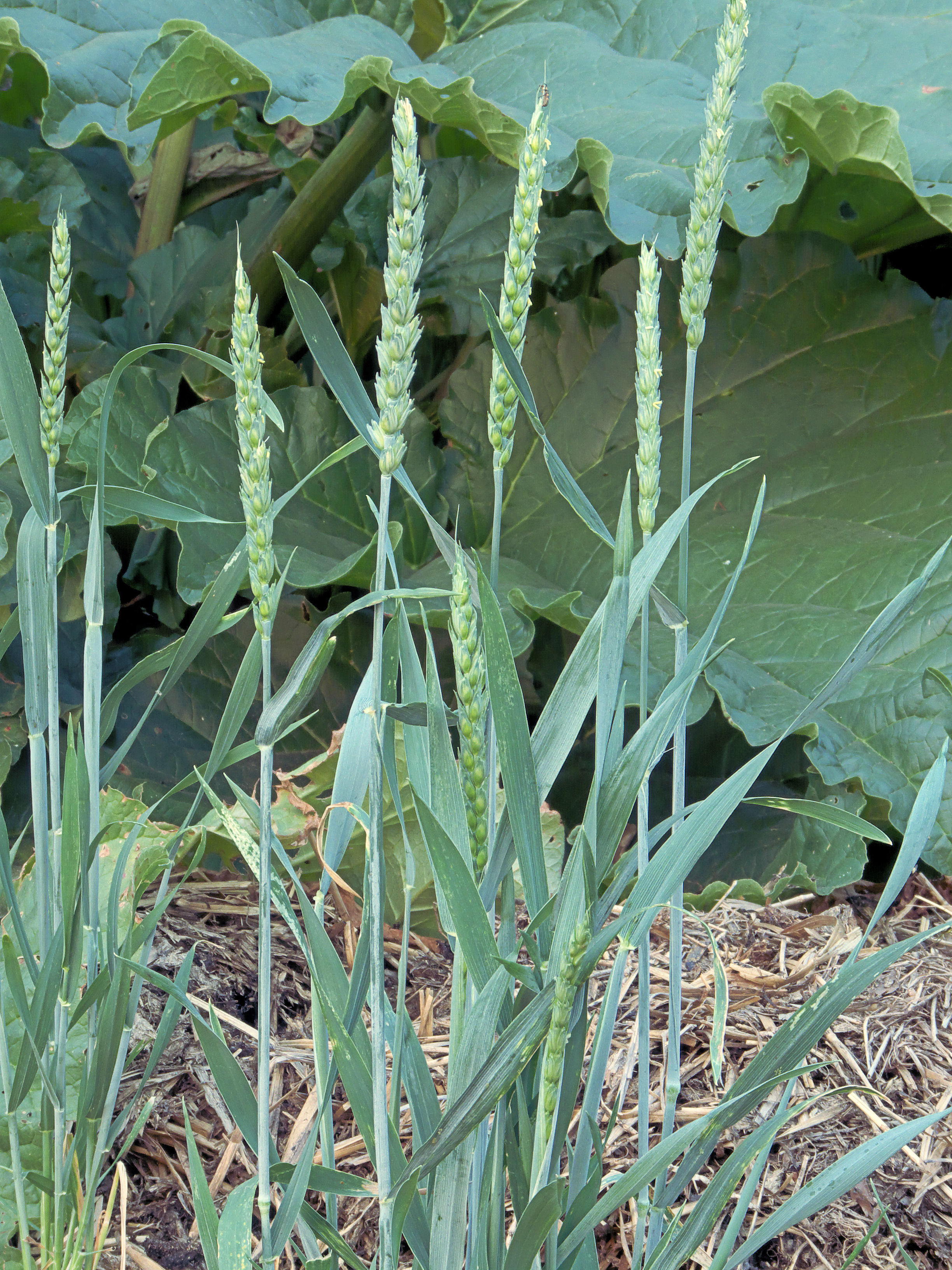
Vista de la planta

Esta especie es más cultivada en las latitudes altas de ambos hemisferios. Es ampliamente empleada para obtener harina destinada a la elaboración de pan.

## Mejoramiento vegetal
Las variedades modernas de trigo tienen culmos cortos, resultado de genes enanos RHt, que reducen su sensibilidad al ácido giberélico, la hormona que alarga las células vegetales. Esos genes RHt se introdujeron a las variedades largas de trigo en los años 60 por el equipo de Norman Borlaug desde cultivares de Norin 10 que crecían en Japón. Tales tallos cortos fueron muy importantes debido a su resistencia al vuelco o encamado, por la aplicación de altos niveles de fertilizantes químicos, que en las variedades antiguas "altas", resultaban en el colapso de los tallos. Además de esta característica, normalmente se utilizan técnicas de marcadores moleculares para intogresar genes que pueden ser de interés agronómico para estos cultivos. Estos marcadores moleculares se analizan por ingeniería genética, tomando como base secuencias altamente repetidas, flanqueadas por secuencias de DNA conservadas. Una vez identificadas destas secuencias, se realiza la posible conexión con el gen de interés, mediante análisis genéticos y utilizando herramientas estadísticas. El conjunto de técnicas destinadas al mejoramiento se denominan MAS (Marker assisted selection), y básicamente representan una herramienta de mejoramiento por cruza tal cual lo realizaban los antiguos mejoradores, pero asistido por herramientas de biología molecular, que permiten "ahorrar" años de desarrollo y cruzas.

## Nombre común
- azulejo cañivano de Berja, azulejo de Almería, azulejo moro del río Almanzora, azulejo pintat de Mallorca
- barbilla, blanquillo arisnegro de Titaguas, blanquillo barqueño de Alcalá la Real, blanquillo de coure, blanquillo jeja-blanca de Segorbe, blanquillo ordenado extremeño, blanquillo rodonell de Vich, blanquizco de Cataluña
- cabezorro, campiño, candeal, candeal blanco, candeal chamorro, candeal de raspa pintada, candeal desraspado, candeal largo, candeal rubio, candeal sin barbas, candeal sin raspas, candial, candial blancal, candial blanco, candial blando, candial cañivano, candial carricasa, candial de la marina, candial de monte, candial de raspa, candial de riego, candial remendina, candial royo, candial tardano, candial temprano, candial valenciano, cañivano, chamorrillo, chamorro, chamorro apretado
- duro
- emella
- grandal, guija, hembrilla
- jeja, jeja albar, jeja blanca, jeja colorada, jeja común, jeja de Cataluña, jeja fina, jeja parda, jejar, jeja rubia
- mella
- pan, periñán, piche, pichón, pisana
- rapín, raspinegro, raspón, redondillos lampiños, rojal blancal de Valencia, rojal coll de rossí de Mallorca, rojal de Esmirna, rojal del milagro, rojal de San Isidro, rojal grosal de Monteaguado, rojal morisco de Segorbe, rojal ramoso, rojal rubio de Madrid, rojano blancal de Valencia, rojano coll de rossí de Mallorca, rojano de Esmirna, rojano del milagro, rojano de San Isidro, rojano grosal de Monteaguado, rojano morisco de Segorbe, rojano racimal, rojano ramoso, rojano rubio de Madrid, rubión de Segorbe
- salvao, sin raspa
- tempranillo, tremés, tremesí, tremesino, tremesino blanco y blando, tremesón, trigo, trigo arisnegro, trigo arisprieto, trigo bermejuelo, trigo blancal, trigo blanco, trigo blancón, trigo blando, trigo blanquillo, trigo brancacho de coure, trigo candeal, trigo candeal con raspas, trigo candeal desraspado, trigo candeal lampiño, trigo candial, trigo canuto, trigo cañihueco, trigo cañivano, trigo catalán, trigo chamorro, trigo chamorro común, trigo común, trigo de estío, trigo de marzo, trigo de primavera, trigo desraspado, trigo de Tauste, trigo duro, trigo enano, trigo francés, trigo gordo, trigo grosal, trigo grosal de Aragón, trigo hembrilla, trigo lampiño, trigo legítimo, trigo marzal, trigo mocho, trigo mochón, trigo morisco, trigo ordenadillo, trigo pelado, trigo pelón, trigo pelote, trigo piche, trigo pichón, trigo pisano, trigo redondillo, trigo rubión, trigo sin barbas, trigo sin raspas, trigo toseta, trigo tremesino, trigo trimesino
- xeixa, xexa.[10]

## Taxonomía
Triticum aestivum fue descrita por Carlos Linneo y publicado en Species Plantarum 1: 85. 1753.

## Sinonimia
| - Triticum hybernum L. - Triticum orientale Percival - Triticum persicum Vavilov ex Zhuk. - Triticum pyramidale Percival - Triticum sativum Lam. - Triticum sativum var. aestivum (L.) Alph.Wood - Triticum sativum var. compositum (L.) Alph. Wood | - Triticum sativum var. vulgare (Vill.) Vilm. - Triticum sativum var. vulgare Desv. - Triticum sativum var. vulgare Hack. - Triticum timopheevii (Zhuk.) Zhuk. - Triticum vulgare (L.) Salisb. - Triticum vulgare Vill. - Zeia vulgaris var. aestiva (L.) Lunell |